# Wolfgang Sucharowski
Wolfgang Sucharowski (* 28. Dezember 1945 in Kiel) ist ein deutscher Fachdidaktiker.

## Leben
Von 1967 bis 1971 studierte er Germanistik und katholische Theologie in München. Nach dem Vorbereitungsdienst (1978–1980) für die Fächer Deutsch und katholische Religionslehre im Lehramt an Gymnasien war er von 1996 bis 2011 Professor für Fachdidaktik Deutsch, ab 2004 für Kommunikationswissenschaft in Rostock. 2011 erfolgte die Emeritierung.